# Apomatoceros alleni
Apomatoceros alleni — єдиний вид роду Apomatoceros з підродини Stegophilinae родини Trichomycteridae ряду сомоподібні. Наукова назва походить від грецьких слів a, тобто «без», poma — «покриття», keras — «ріг».

## Опис
Загальна довжина сягає 14,6 см. Голова коротка. Очі невеличкі, розташовані у верхній частині голови. Є 2 пари вусів. Рот помірного розміру. тулуб подовжений, майже стрункий. Усі плавці з розгалуженими променями. Спинний плавець розташований в середині хвостового стебла. Грудні та черевні плавці трохи витягнуті. Анальний плавець подовжений. Хвостовий плавець широкий.
Забарвлення сірувато-піщане.

## Спосіб життя
Є демерсальною рибою. Воліє до прісної води. Зустрічається в невеличких річках, струмках, на мілині. Заривається у пісок. Полює на здобич у присмерку. Живиться зоопланктоном, личинками комах.

## Розповсюдження
Мешкає у басейні річки Амазонка.